# Máy ngắm ném bom Norden

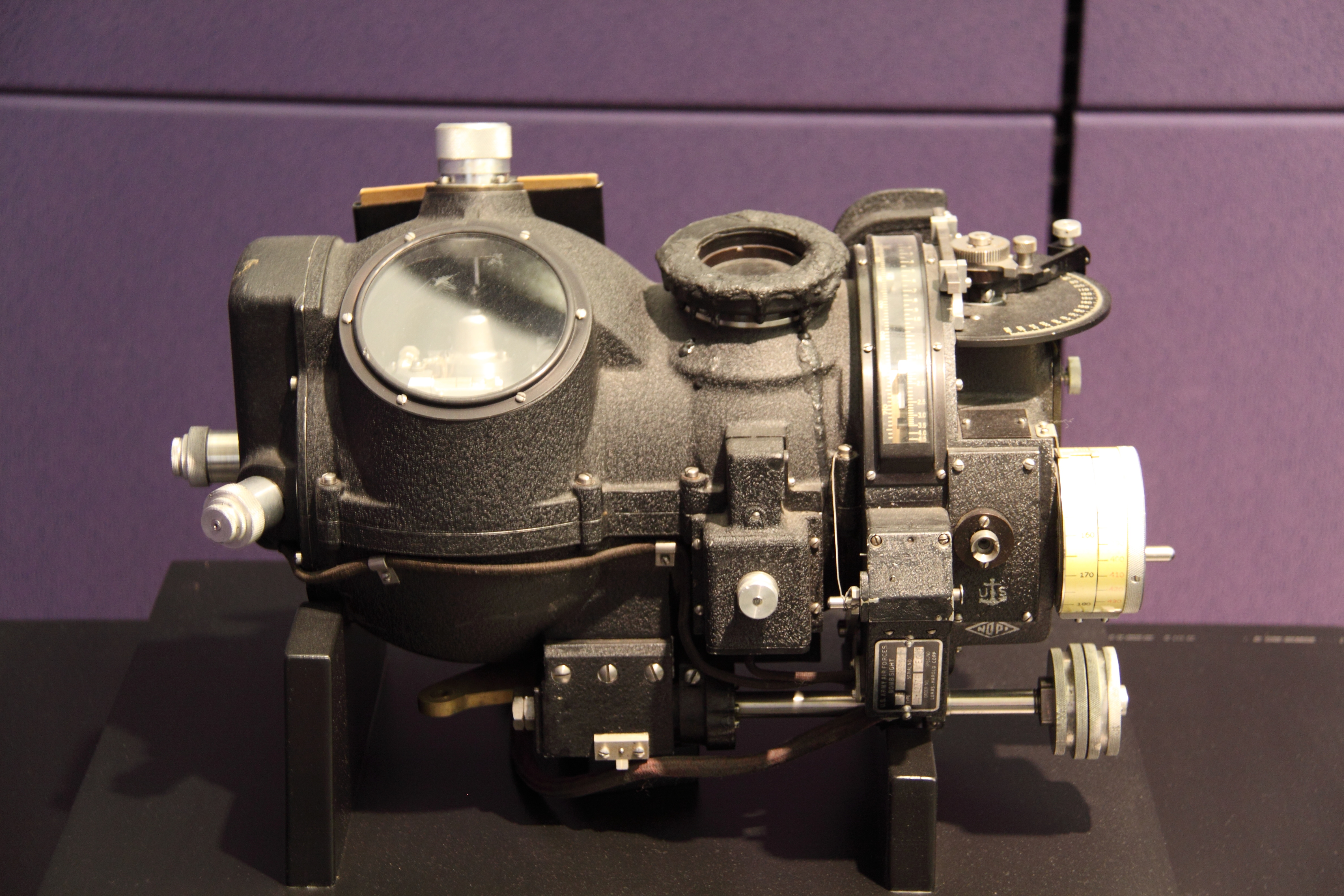
Máy ngắm ném bom Norden được trưng bày tại bảo tàng máy tính, Mountain View, California. Trong ảnh không bao gồm bộ phận lái tự động mà thông thường được kết nối với máy ngắm từ bên dưới.

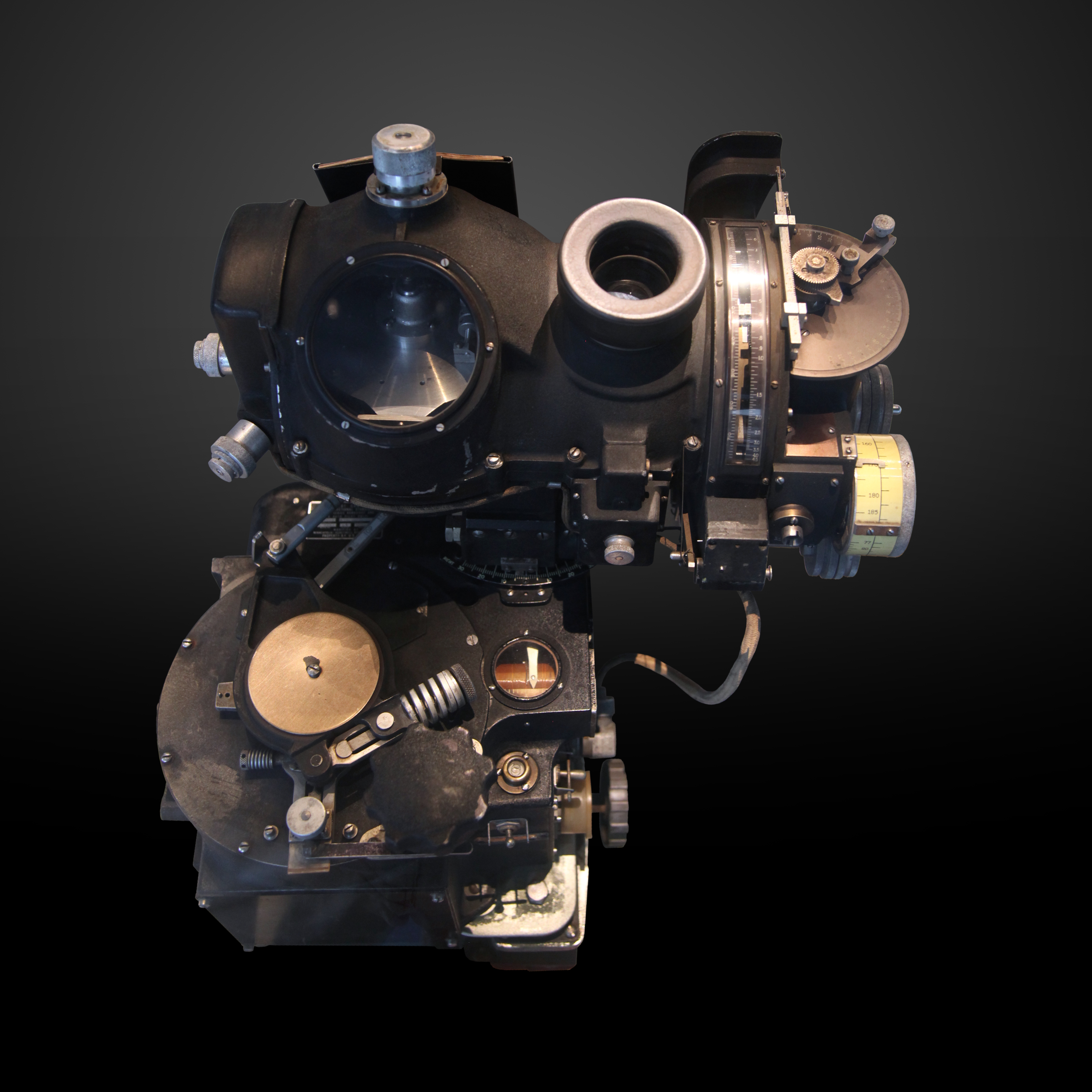
Máy ngắm ném bom Norden được trưng bày tại Bảo tàng chiến tranh Hoàng Gia tại Duxford, cùng với bộ phận thăng bằng gắn kèm

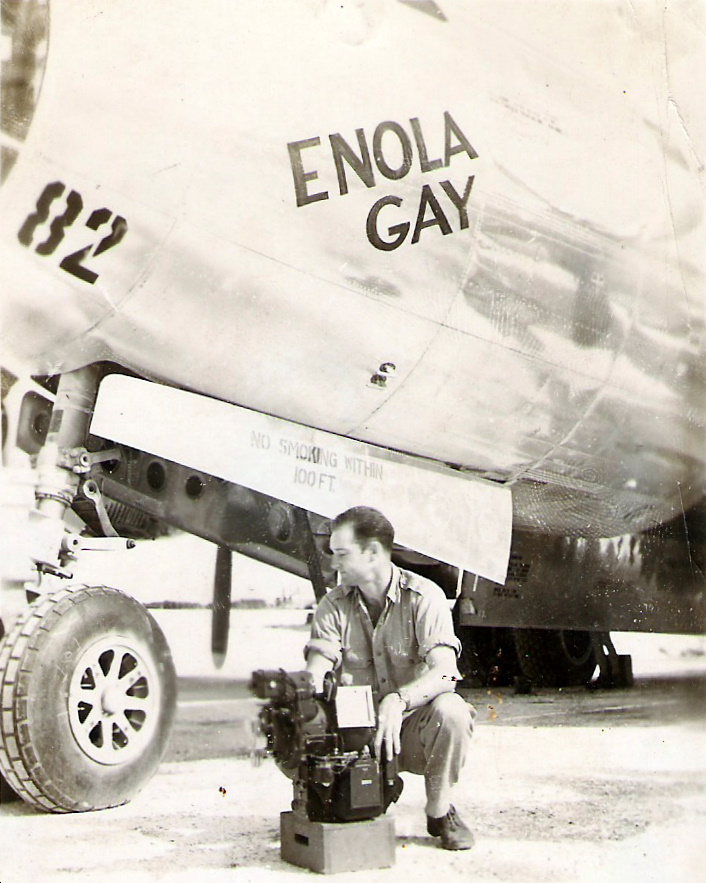
Nhân viên cắt bom Thomas Ferebee thuộc phi hành đoàn của chiếc Enola Gay bên cạnh máy ngắm Norden sau khi thực hiện sứ mệnh thả quả bom nguyên tử Little Boy

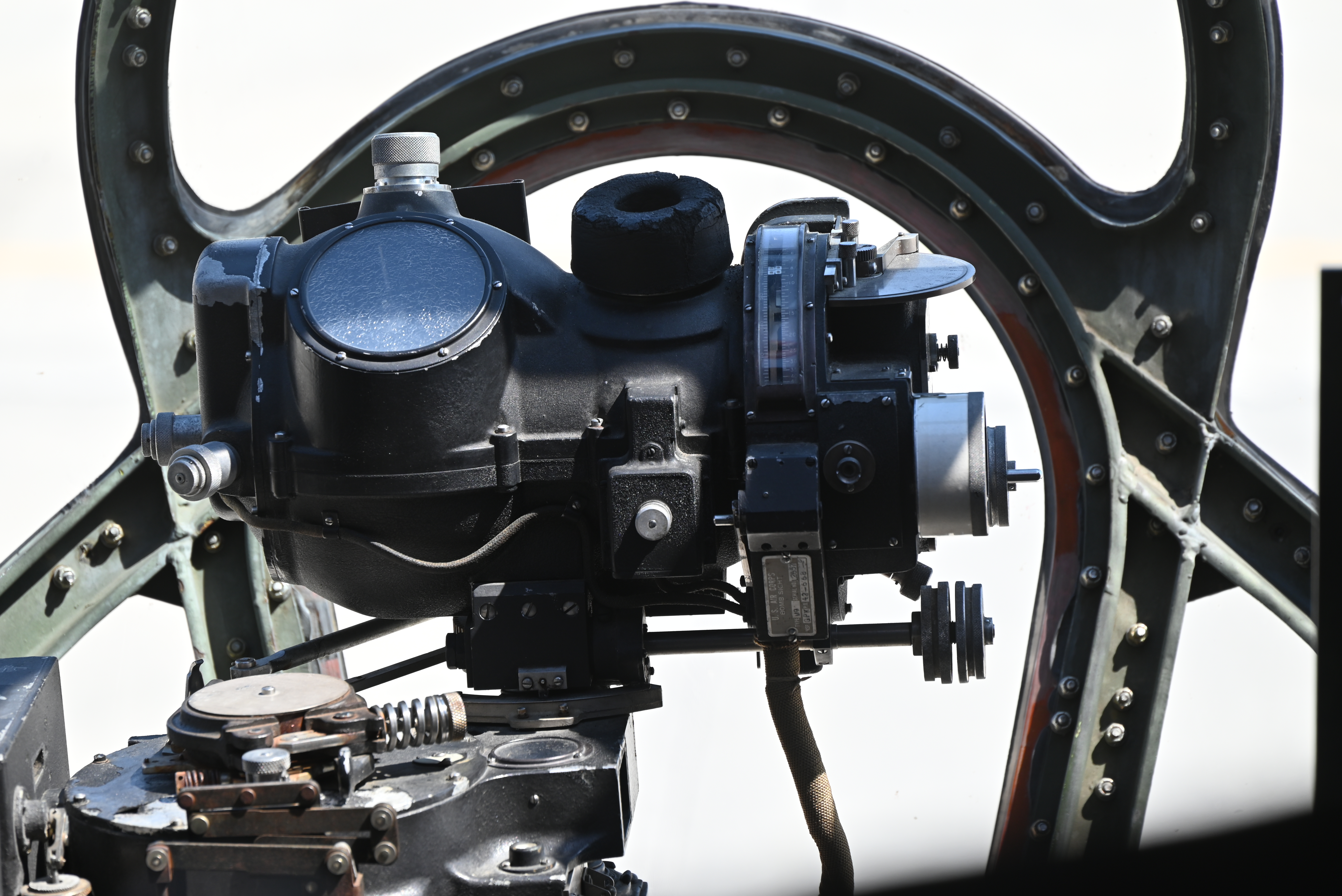
Máy ngắm Norden trên mũi của máy bay ném bom B-29 FIFI

Máy ngắm ném bom Norden Mk. XV, hay còn gọi là seri Norden M trong Lục quân Mỹ, là một loại máy ngắm dùng để ném bom trang bị cho máy bay ném bom của Hải quân và Lục quân Hoa Kỳ trong chiến trang thế giới thứ 2, và cũng được quân đội Mỹ sử dụng trong chiến tranh Triều Tiên và chiến tranh Việt Nam.
Đây là thiết kế thời kỳ đầu của máy ngắm ném bom, trong đó có tính vận tốc trên mặt đất của máy bay và hướng bay. Thiết kế của Norden cao cấp hơn các thiết kế trước đó nhờ sử dụng máy tính tương tự có khả năng tự động tính lại điểm chạm của quả bom dựa trên sự thay đổi của điều kiện ném bom, và còn có máy lái tự động phản ứng nhanh và chính xác đối với sự thay đổi về gió và các hiệu ứng khác.
Kết hợp lại, máy ngắm bom Norden hứa hẹn có độ chính xác chưa từng có khi ném bom ban ngày từ độ cao lớn. Các thử nghiệm trước Thế chiến 2 cho thấy Norden có độ sai số vòng tròn (CEP) là 75 foot (23 m),. Đây là một độ chính xác đáng kinh ngạc vào thời kỳ đó. Độ chính xác của máy ngắm ném bom Norden cho phép máy bay ném bom thậm chí tấn công trực tiếp tàu chiến, nhà máy, và các mục tiêu điểm khác. Cả Hải quân và Không quân Hoa Kỳ đều nhận ra nó là trang bị không thể thiếu để có thể thực hiện thành công các cuộc ném bom từ độ cao lớn. Ví dụ một cuộc tấn công từ đường biển vào nước Mỹ sẽ bị hủy diệt từ lâu trước khi nó có thể chạm đến bờ biển nước Mỹ.
Chi tiết về máy ném bom Norden được Mỹ bảo mật trong suốt những năm chiến tranh, với mức chi phí nghiên cứu/phát triển và chế tạo tương đương với dự án Manhattan: chi phí tổng thể từ nghiên cứu phát triển đến chế tạo là 1,1 tỉ đô la, bằng hơn một phần tư chi phí sản xuất máy bay ném bom B-17. Tuy vậy thông tin về máy ngắm ném bom Norden vẫn bị lọt ra bên ngoài, cả người Anh và người Đức đều phát triển các máy ngắm ném bom tương tự là SABS và Lotfernrohr 7. Thậm chí thông tin về máy ngắm Norden còn được chuyển cho Đức trước khi cuộc chiến bắt đầu.
Trong điều kiện thực tế chiến đấu, máy ngắm Norden không đạt được độ chính xác như kỳ vọng, độ sai số trung bình trong năm 1943 là 1.200 foot (370 m) (tức là có 50% bom được thả rơi trong vòng bán kính 1200m xung quanh mục tiêu, tương tự như các loại máy ngắm khác sử dụng bởi đồng minh và Đức. Cả Hải quâb và Không quân Mỹ phải từ bỏ cách thức ném bom tầm cao, mà Hải quân Mỹ phải quay trở lại với kỹ thuật ném bom bổ nhào để tấn công tàu chiến của đối phương, trong khi Không quân phát triển kỹ thuật lead bomber để cải thiện độ chính xác. Thậm chí giờ đây họ phải sử dụng đội hình máy bay ném bom còn lớn hơn để tấn công rải thảm khu vực. Dù vậy, danh tiếng của máy ngắm ném bom Norden tiếp tục được duy trì và nó vẫn được sử dụng ngay cả sau khi thế chiến 2 kết thúc.
Máy ngắm Norden đã dần vắng bóng sau khi ra đời máy ngắm ném bom bằng radar, nhưng nhu cầu ném bom vào ban ngày đã khiến quân đội Mỹ tiếp tục sử dụng nó, đặc biệt là trong cuộc chiến tranh Triều Tiên. Lần cuối cùng quân đooii Mỹ sử dụng máy ngắm Norden là trong việc thả các sensor xuống đường mòn Hồ Chí Minh năm 1967. Máy ngắm ném bom Norden là một trong số những máy ngắm ném bom được biết đến nhiều nhất.

## Lịch sử ra đời

### Các nghiên cứu ban đầu
Máy ngắm ném bom Norden được thiết kế bởi Carl Norden, một kỹ sư người Hà Lan đã nhập cư vào Mỹ năm 1904. Năm 1911, Norden tham gia công ty Sperry Gyroscope và làm việc liên quan đến các bộ con quay hồi chuyển sử dụng trên tàu chiến, sau đó ông chuyển sang Hải quân và làm việc với vai trò là chuyên gia về máy phóng cho hệ thống bom bay, nhưng ông nổi tiếng hơn về kinh nghiệm đối với các con quay hồi chuyển cân bằng.
Các thiết kế máy ngắm ném bom trong Thế chiến thứ nhất được các kỹ sư nhanh chóng cải tiến, với những bước tiến vượt bậc như máy ngắm Course Setting Bomb Sight, hay CSBS. Gần như tất cả máy bay của Không quân các nước đều sử dụng một vài phiên bản CSBS như là loại máy ngắm ném bom tiêu chuẩn, bao gồm cả Hải quân và Lục quân Mỹ, sử dụng phiên bản thiết kế bởi Georges Estoppey là máy ngắm D-series.
Từ lâu các nhà thiết kế đã biết đến một nguyên nhân chính gây ra sai lệch trong ném bom là độ thăng bằng của máy bay ném bom. Chỉ một sự lệch nhỏ cũng có thể gây ra sự sai sót rất lớn trong ném bom, do đó Hải quân Mỹ đã bắt đầu phát triển và bổ sung bộ ổn định con quay hồi chuyển cho các thiết kế máy ngắm bom. Điều này dẫn đến việc Hải quân đặt hàng các máy ngắm ném bom Estoppey, Inglis (liên doanh với Sperry) và Seversky C-series bomb sight. Norden được yêu cầu chế tạo bộ phận ổn định bổ sung cho thiết kế máy ngắm ném bom trước đó của Hải quân Mỹ là Mark III.

## Bibliography
- Correll, John (tháng 10 năm 2008). “Daylight Precision Bombing” (PDF). Air Force Magazine: 60–64.
- Libbey, James (2013). Alexander P. de Seversky and the Quest for Air Power. Potomac Books. doi:10.2307/j.ctt1ddr8nb. ISBN 978-1612341798. JSTOR j.ctt1ddr8nb.
- Sherman, Don (February–March 1995). “The Secret Weapon”. Air & Space Magazine. Bản gốc lưu trữ ngày 17 tháng 5 năm 2006.
- Moy, Timothy (2001). War Machines: transforming technologies in the U.S. military, 1920–1940. Texas A&M University Press. ISBN 978-1585441044.
- Searle, Loyd (tháng 9 năm 1989). “The Bombsight War: Norden vs. Sperry” (PDF). IEEE Spectrum. 26 (9): 60–64. doi:10.1109/6.90187. S2CID 22392603.
- Zimmerman, David (1996). Top Secret Exchange: the Tizard Mission and the Scientific War. McGill-Queen's Press. ISBN 978-0773514010.